# Ryzen
Ryzen (/ˈraɪzən/ RY-zən) là một thương hiệu bộ xử lý trung tâm (CPU) và bộ xử lý tăng tốc (APU) được thiết kế và bán bởi AMD (Advanced Micro Devices).
Thương hiệu này được giới thiệu năm 2017 với các sản phẩm dựa trên vi kiến trúc Zen dành cho CPU, và lần đầu tiên các sản phẩm mang thương hiệu Ryzen được công bố chính thức tại hội nghị AMD's New Horizon ngày 13/7/2016. Thế hệ CPU thứ hai của Ryzen dựa trên vi kiến trúc Zen+, được xây dựng với công nghệ 12 nm process và phát hành vào ngày 19/4/2018.

## Dòng sản phẩm

### Vi kiến trúc Zen

#### Lịch sử
Trong năm năm trước khi phát hành Ryzen, đối thủ cạnh tranh trực tiếp của AMD trong mảng CPU x86-64, Intel, đã liên tục tăng thị phần với chu kỳ tick-tock của dòng chip Intel Core. Kể từ khi phát hành vi kiến trúc Bulldozer vào năm 2011, AMD đã tụt hậu so với Intel đáng kể, cả về điểm hiệu năng đơn nhân lẫn đa nhân. Ryzen là sự hiện thực hoá đầu tiên của Zen ở cấp độ người tiêu dùng. CPU Ryzen cho hiệu năng đa luồng cao hơn và hiệu năng đơn luồng thấp hơn so với CPU của Intel. Chúng đưa AMD trở lại thị trường CPU desktop cao cấp, cho phép cạnh tranh hiệu năng với dòng Core i7 của Intel. Zen, vi kiến trúc x86 hiệu năng cao của AMD, cải thiện hơn 52% chu kỳ instructions-per-clock so với thế hệ trước, mà không làm tăng điện năng tiêu thụ. Từ khi phát hành Ryzen, thị phần CPU của AMD đã tăng lên.

#### CPU: Summit Ridge / Whitehaven
- Socket AM4 hoặc Socket TR4 for Threadripper.[11][12]
- Bộ nhớ hỗ trợ DDR4-2666 ×2 Single Rank, DDR4-2400 ×2 Dual Rank, DDR4-2133 ×4 Single Rank, or DDR4-1866 ×4 Dual Rank. (With compatible DIMM quantities doubled on Threadripper due to its dual IMCs, and thus quad-channel memory support).[13]
- Instructions Sets: x87, MMX, SSE, SSE2, SSE3, SSSE3, SSE4.1, SSE4.2, AES, CLMUL, AVX, AVX2, FMA3, CVT16/F16C, ABM, BMI1, BMI2, SHA.[14]
- Transistors: 4.8 billion per 8-core "Zeppelin" die
- Kích thước die: 192 mm²[15]
- Stepping: B1[16]
- AMD chính thức tiết lộ tên mã CPU Ryzen "Summit Ridge" vào ngày 22/2/2017.[17] "Whitehaven" được lên kế hoạch sẽ trở thành phiên bản HEDT (high-end desktop), socket LGA "S3" lớn với 16 nhân và 32 luồng.[18]

#### APU: Raven Ridge
CEO AMD, Lisa Su, khẳng định trong tháng 3/2017 trên Reddit AMA (tại subreddit /r/AMD) rằng APU dựa trên Zen cũng sẽ mang thương hiệu Ryzen. Theo truyền thống, APU của AMD sẽ có thương hiệu khác với CPU. Thương hiệu này sau đó đã được làm rõ là Ryzen Mobile, và AMD nói rằng các sản phẩm sẽ có hiệu năng CPU và GPU cao hơn và ít tiêu thụ điện hơn thế hệ trước.
Tháng 5/2017, AMD đưa ra một APU Ryzen Mobile với bốn nhân CPU Zen và GPU dựa trên Vega,  APU Ryzen Mobile đầu tiên chính thức phát hành vào tháng 10/2017.
Đó con chip đầu tiên của AMD có tính năng Video Core Next ASIC.
- Transistor: 4.95 tỷ
- Kích thước die: 210 mm²[23]
- GCN-based GPU thế hệ thứ năm

##### Desktop
Trong tháng 1/2018, AMD cũng đã công bố hai vi xử lý máy tính với GPU Vega tích hợp có tên mã Raven Ridge, được phát hành vào tháng Hai.

##### Nhúng
Trong tháng 2/2018, AMD cũng công bố dòng APU Zen+Vega nhúng V1000 với bốn SKU.
| Model  | CPU             | CPU              | CPU              | CPU              | CPU   | CPU        | GPU        | GPU            | GPU      | GPU                       | Memory support           | TDP     | Release date | Release price |
| Model  | Cores (threads) | Clock rate (GHz) | Clock rate (GHz) | Clock rate (GHz) | Cache | Cache      | Model      | Config (cores) | Clock    | Processing power (GFLOPS) | Memory support           | TDP     | Release date | Release price |
| Model  | Cores (threads) | Base             | Boost            | XFR              | L2    | L3         | Model      | Config (cores) | Clock    | Processing power (GFLOPS) | Memory support           | TDP     | Release date | Release price |
| ------ | --------------- | ---------------- | ---------------- | ---------------- | ----- | ---------- | ---------- | -------------- | -------- | ------------------------- | ------------------------ | ------- | ------------ | ------------- |
| V1202B | 2 (4)           | 2.3              | 3.2              | Không biết       | 1 MB  | Không biết | RX Vega 3  | 192:12:16 (3)  | 1000 MHz | 384                       | DDR4-2400 (Dual channel) | 12–25 W | Không biết   | Không biết    |
| V1605B | 4 (8)           | 2.0              | 3.6              | Không biết       | 2 MB  | Không biết | RX Vega 8  | 512:32:16 (8)  | 1100 MHz | 1126.4                    | DDR4-2400 (Dual channel) | 12–25 W | Không biết   | Không biết    |
| V1756B | 4 (8)           | 3.25             | 3.6              | Không biết       | 2 MB  | Không biết | RX Vega 8  | 512:32:16 (8)  | 1300 MHz | 1331.2                    | DDR4-3200 (Dual channel) | 35–54 W | Không biết   | Không biết    |
| V1807B | 4 (8)           | 3.35             | 3.8              | Không biết       | 2 MB  | Không biết | RX Vega 11 | 704:44:16 (11) | 1300 MHz | 1830.4                    | DDR4-3200 (Dual channel) | 35–54 W | Không biết   | Không biết    |

### Vi kiến trúc Zen+

#### CPU: Pinnacle Ridge
Dòng sản phẩm Ryzen 2000 đầu tiên dựa trên Zen+, tên mã là Pinnacle Ridge, đã được công bố cho đặt hàng trước ngày 13/4/2018 và chính thức sáu ngày sau đó.

## Tương thích
Mặc dù AMD "xác nhận" Ryzen có thể chạy Windows 7 và Windows 10, Microsoft chỉ chính thức hỗ trợ Ryzen trên máy tính chạy Windows 10. Windows Update chặn việc cài đặt trên hệ thống chạy phiên bản cũ hơn, dù rằng hạn chế đó có thể tránh được bằng cách không cài đặt bản cập nhật tương ứng, hoặc là bỏ qua hoàn toàn nhờ một bản vá không chính thức. Và trong khi AMD ban đầu nói rằng họ sẽ chỉ cung cấp driver của chipset Ryzen cho Windows 10, Ryzen / Threadripper chipset driver package của AMD vẫn bao gồm driver chính thức cho Windows 7.
Vi xử lý Ryzen cũng tương thích với Linux, hiệu năng cao nhất của Ryzen được kích hoạt với phiên bản kernel 4.10 trở lên.

## Vấn đề tồn tại
Ryzen gặp phải việc khoá cứng hệ thống khi ứng dụng thực hiện một số trình tự của FMA3 instructions. AMD tuyên bố vào giữa tháng 3/2017 rằng vấn đề này sẽ được sửa thông qua microcode mới bao gồm trong các bản cập nhật UEFI từ nhà sản xuất bo mạch chủ.
Một số vi xử lý Ryzen đời đầu có lỗi segmentation faults trong vài tác vụ của Linux, đặc biệt là trong khi biên dịch mã với GCC. AMD đề nghị thay thế những vi xử lý bị ảnh hưởng bằng vi xử lý mới không bị ảnh hưởng.

### Ryzenfall
Đầu năm 2018, một công ty Israel tên là CTS Labs tuyên bố phát hiện ra vài sai sót trong hệ sinh thái Ryzen: Ryzenfall, ảnh hưởng đến CPU Ryzen desktop; Fallout, ảnh hưởng đến CPU Epyc; Masterkey, ảnh hưởng đến cả hai; và Chimera ảnh hưởng đến ASMedia-designed USB 3.1 silicon tìm thấy trong Ryzen desktop SoC. Động thái bất thường của công ty bảo mật này, tiết lộ lỗ hổng mà không cho AMD thời gian phản ứng, đã làm dấy lên mối quan ngại và những câu hỏi về tính hợp pháp của exploit.
Những câu hỏi khác được đặt ra khi các nhà điều tra độc lập đào sâu lịch sử của công ty và phân tích các video họ đã tải lên web. Cuối cùng, các nhà điều tra phát hiện ra một bài viết của Viceroy Research lên án AMD về exploit và lưu ý rằng bài viết được đăng chưa đến nửa giờ sau khi exploit được tiết lộ. Bài viết đã được chuẩn bị từ nhiều ngày trước, và từ ngữ của nó cho thấy có động lực tài chính đứng sau, nhiều người nhanh chóng cáo buộc đây là chiến dịch bôi nhọ mà Viceroy sắp đặt để bán khống cổ phiếu AMD.
Ngoài ra, một số giả thuyết cho rằng exploit là một phần của chiến dịch bôi nhọ bởi đối thủ Intel, mặc dù không có bằng chứng xác đáng và Intel tự có một thông cáo báo chí nói rằng mình không tham gia.
AMD thông báo rằng tuy exploit là có thật nhưng chúng đang bị cường điệu hoá, cần phải truy cập vật lý vào máy chủ để khai thác những lỗ hổng này. AMD cũng thông báo rằng lỗ hổng có thể được sửa thông qua cập nhật microcode và họ đang làm việc với một bản vá.